# Diócesis de Thái Bình
La diócesis de Thái Bình (en latín: Dioecesis de Thai Binh y en vietnamita: Giáo phận Thái Bình) es una circunscripción eclesiástica latina de la Iglesia católica en Vietnam, sufragánea de la arquidiócesis de Hanói. La diócesis tiene al obispo Pierre Nguyên Van Dê, S.D.B. como su ordinario desde el 25 de julio de 2009. 

## Territorio y organización
La diócesis tiene 2221 km² y extiende su jurisdicción sobre los fieles católicos de rito latino residentes en las provincias de Thái Bình y Hưng Yên.
La sede de la diócesis se encuentra en la ciudad de Thái Bình, en donde se halla la Catedral del Sagrado Corazón de Jesús.
En 2019 en la diócesis existían 116 parroquias.

## Historia
El vicariato apostólico de Thái Bình fue erigido el 9 de marzo de 1936 con la bula Praecipuas inter del papa Pío XI, obteniendo el territorio del vicariato apostólico de Bùi Chu (hoy diócesis de Bùi Chu).
El 24 de noviembre de 1960 el vicariato apostólico fue elevado a diócesis con la bula Venerabilium Nostrorum del papa Juan XXIII.

## Estadísticas
De acuerdo al Anuario Pontificio 2021 la diócesis tenía a fines de 2020 un total de 136 656 fieles bautizados.
| Año                                                                             | Población            | Población | Población      | Sacerdotes | Sacerdotes    | Sacerdotes    | Bautizados por sacerdote | Diáconos permanentes | Religiosos | Religiosos | Parroquias |
| Año                                                                             | Bautizados católicos | Total     | % de católicos | Total      | Clero secular | Clero regular | Bautizados por sacerdote | Diáconos permanentes | Varones    | Mujeres    | Parroquias |
| ------------------------------------------------------------------------------- | -------------------- | --------- | -------------- | ---------- | ------------- | ------------- | ------------------------ | -------------------- | ---------- | ---------- | ---------- |
| 1962                                                                            | 88 452               | 1 660 891 | 5.3            | 14         | 14            |               | 6318                     |                      |            | 26         | 14         |
| 1979                                                                            | 88 446               | 3 986 460 | 2.2            | 22         | 22            |               | 4020                     |                      |            |            | 64         |
| 1996                                                                            | 125 000              | 1 560 000 | 8.0            | 30         | 30            |               | 4166                     |                      |            | 26         | 64         |
| 2000                                                                            | 120 000              | 2 800 000 | 4.3            | 34         | 34            |               | 3529                     |                      |            | 48         | 64         |
| 2001                                                                            | 120 000              | 2 800 000 | 4.3            | 31         | 31            |               | 3870                     |                      |            | 48         | 64         |
| 2003                                                                            | 119 749              | 2 950 000 | 4.1            | 38         | 38            |               | 3151                     |                      |            | 71         | 64         |
| 2004                                                                            | 116 399              | 2 850 000 | 4.1            | 42         | 42            |               | 2771                     |                      |            | 79         | 64         |
| 2010                                                                            | 133 043              | 3 250 000 | 4.1            | 57         | 57            |               | 2334                     |                      | 3          | 130        | 102        |
| 2014                                                                            | 129 245              | 2 936 400 | 4.4            | 90         | 77            | 13            | 1436                     |                      | 44         | 155        | 102        |
| 2017                                                                            | 134 700              | 2 955 000 | 4.6            | 154        | 130           | 24            | 874                      |                      | 42         | 187        | 119        |
| 2020                                                                            | 136 656              | 3 289 300 | 4.2            | 173        | 133           | 40            | 789                      |                      | 40         | 242        | 121        |
| Fuente: Catholic-Hierarchy, que a su vez toma los datos del Anuario Pontificio. |                      |           |                |            |               |               |                          |                      |            |            |            |

## Episcopologio
- Juan Casado Obispo, O.P. † (9 de marzo de 1936-19 de enero de 1941 falleció)
- Santos Ubierna, O.P. † (24 de febrero de 1942-15 de abril de 1955 falleció)
  - Sede vacante (1955-1960)
- Dominique Dinh-Duc-Tru † (5 de marzo de 1960-8 de junio de 1982 falleció)
- Joseph Marie Dinh-Binh † (7 de junio de 1982 por sucesión-14 de marzo de 1989 falleció)
- François Xavier Nguyên Van Sang † (3 de diciembre de 1990-25 de julio de 2009 retirado)
- Pierre Nguyên Van Dê, S.D.B., desde el 25 de julio de 2009